# Danh sách cầu thủ tham dự Giải vô địch bóng đá Đông Nam Á 2000
Đây là các đội hình tham dự Giải vô địch bóng đá Đông Nam Á 2000, tổ chức bởi Thái Lan, diễn ra từ ngày 6 đến 18 tháng 11 năm 2000.  Tuổi của cầu thủ được tính đến ngày khai mạc giải đấu (6 tháng 11 năm 2000).

## Bảng A

### Thái Lan
Huấn luyện viên:  Peter Withe
| Số | Vt | Cầu thủ                        | Ngày sinh (tuổi)            | Số trận | Câu lạc bộ                       |
| -- | -- | ------------------------------ | --------------------------- | ------- | -------------------------------- |
| 1  | TM | Wirat Wangchan                 | 25 tháng 2, 1976 (24 tuổi)  |         | Sinthana                         |
| 18 | TM | Pansa Meesatham                | 26 tháng 8, 1974 (26 tuổi)  |         | BEC Tero Sasana                  |
| 22 | TM | Kittisak Rawangpa              | 3 tháng 1, 1975 (25 tuổi)   |         | Sinthana                         |
| 17 | HV | Dusit Chalermsan               | 22 tháng 4, 1970 (30 tuổi)  |         | Mohun Bagan AC                   |
| 2  | HV | Tanongsak Prajakkata           | 29 tháng 6, 1976 (24 tuổi)  |         | BEC Tero Sasana                  |
| 3  | HV | Niweat Siriwong                | 18 tháng 7, 1977 (23 tuổi)  |         | Gombak United                    |
| 4  | HV | Kovid Foythong                 | 20 tháng 4, 1974 (26 tuổi)  |         | SV Lohhof                        |
| 5  | HV | Choketawee Promrut             | 16 tháng 3, 1975 (25 tuổi)  |         | Thai Farmer Bank                 |
| 12 | HV | Surachai Jirasirichote         | 13 tháng 10, 1970 (30 tuổi) |         | Gombak United                    |
| 15 | HV | Vittaya Nubthong               | 25 tháng 4, 1970 (30 tuổi)  |         | BEC Tero Sasana                  |
| 6  | TV | Anurak Srikerd                 | 15 tháng 1, 1975 (25 tuổi)  |         | BEC Tero Sasana                  |
| 7  | TV | Chukiat Noosarung              | 25 tháng 6, 1971 (29 tuổi)  |         | Raj Pracha                       |
| 8  | TV | Therdsak Chaiman               | 29 tháng 9, 1973 (27 tuổi)  |         | BEC Tero Sasana                  |
| 10 | TV | Tawan Sripan                   | 13 tháng 12, 1971 (28 tuổi) |         | Bangkok Bank                     |
| 11 | TV | Thawatchai Damrong-Ongtrakul   | 25 tháng 6, 1974 (26 tuổi)  |         | Sembawang Rangers                |
| 12 | TV | Surachai Jaturapattarapong (c) | 20 tháng 11, 1969 (30 tuổi) |         | Stock Exchange of Thái Lan       |
| 21 | TV | Anon Boonsukco                 | 1 tháng 4, 1978 (22 tuổi)   |         | Krung Thai Bank                  |
| 25 | TV | Thanunchai Baribarn            | 3 tháng 10, 1972 (28 tuổi)  |         | Provincial Electricity Authority |
| 23 | TV | Sutee Suksomkit                | 5 tháng 6, 1978 (22 tuổi)   |         | Thai farmer Bank                 |
| 9  | TĐ | Jatupong Thongsukh             | 12 tháng 1, 1976 (24 tuổi)  |         | Raj Vithi                        |
| 13 | TĐ | Kiatisuk Senamuang             | 11 tháng 8, 1973 (27 tuổi)  |         | Huddersfield Town F.C.           |
| 14 | TĐ | Worrawoot Srimaka              | 8 tháng 12, 1971 (28 tuổi)  |         | BEC Tero Sasana                  |
| 19 | TĐ | Pipat Thonkanya                | 4 tháng 1, 1979 (21 tuổi)   |         | Raj Pracha                       |
| 20 | TĐ | Seksan Piturat                 | 2 tháng 1, 1976 (24 tuổi)   |         | Sinthana                         |

### Indonesia
Huấn luyện viên: Nandar Iskandar
| Số | Vt | Cầu thủ                  | Ngày sinh (tuổi)            | Số trận | Câu lạc bộ         |
| -- | -- | ------------------------ | --------------------------- | ------- | ------------------ |
| 1  | TM | Hendro Kartiko           | 24 tháng 4, 1973 (27 tuổi)  |         | Persebaya Surabaya |
| 2  | HV | Budiman Yunus            | 5 tháng 8, 1972 (28 tuổi)   |         | Persija Jakarta    |
| 3  | HV | Aji Santoso              | 6 tháng 4, 1970 (30 tuổi)   |         | Persebaya Surabaya |
| 4  | TV | Ismed Sofyan             | 28 tháng 8, 1979 (21 tuổi)  |         | Persija Jakarta    |
| 5  | HV | Sugiantoro               | 2 tháng 4, 1977 (23 tuổi)   |         | Persebaya Surabaya |
| 6  | HV | Eko Purdjianto           | 1 tháng 2, 1976 (24 tuổi)   |         | Pelita Jaya        |
| 7  | HV | Suwandi Hadi Siswoyo     | 10 tháng 3, 1972 (28 tuổi)  |         |                    |
| 8  | TV | Matheus Seto Nurdiantara | 14 tháng 4, 1974 (26 tuổi)  |         | Pelita Jaya        |
| 9  | TV | Uston Nawawi             | 6 tháng 9, 1977 (23 tuổi)   |         | Persebaya Surabaya |
| 10 | TĐ | Kurniawan Dwi Yulianto   | 13 tháng 7, 1976 (24 tuổi)  |         | PSM Makassar       |
| 11 | TV | Bima Sakti               | 23 tháng 1, 1976 (24 tuổi)  |         | PSM Makassar       |
| 12 | TV | Eduard Ivakdalam         | 19 tháng 12, 1974 (25 tuổi) |         | Persipura Jayapura |
| 13 | TM | I Komang Putra           | 6 tháng 5, 1972 (28 tuổi)   |         | PSIS Semarang      |
| 14 | HV | Djet Donald La'ala       | 13 tháng 12, 1971 (28 tuổi) |         | PKT Bontang        |
| 15 | TV | Yaris Riyadi             | 21 tháng 1, 1973 (27 tuổi)  |         | Persib Bandung     |
| 16 | TV | Imran Nahumarury         | 12 tháng 11, 1978 (21 tuổi) |         | Persita Tangerang  |
| 17 | TV | I Putu Gede              | 1 tháng 12, 1973 (26 tuổi)  |         | Arema Malang       |
| 18 | HV | Warsidi Ardi             | 22 tháng 8, 1979 (21 tuổi)  |         |                    |
| 19 | HV | Nur'alim                 | 27 tháng 12, 1973 (26 tuổi) |         | Persija Jakarta    |
| 20 | TĐ | Bambang Pamungkas        | 10 tháng 6, 1980 (20 tuổi)  |         | Persija Jakarta    |
| 21 | TĐ | Rochy Putiray            | 26 tháng 6, 1970 (30 tuổi)  |         | Persija Jakarta    |
| 22 | TĐ | Gendut Doni Christiawan  | 7 tháng 12, 1978 (21 tuổi)  |         | Persijatim         |
| 23 | HV | Slamet Riyadi            | 15 tháng 12, 1981 (18 tuổi) |         | PSMS Medan         |
| 25 | TĐ | Miro Baldo Bento         | 4 tháng 6, 1975 (25 tuổi)   |         | PSM Makassar       |
| 30 | TM | Sahari Gultom            | 6 tháng 12, 1978 (21 tuổi)  |         | PSMS Medan         |

### Myanmar
Huấn luyện viên:  David Booth
| Số | Vt | Cầu thủ              | Ngày sinh (tuổi)            | Số trận | Câu lạc bộ |
| -- | -- | -------------------- | --------------------------- | ------- | ---------- |
|    | TM | Aung Aung Oo         | 8 tháng 6, 1982 (18 tuổi)   |         |            |
|    | TM | Ko Ko Aung           | 1 tháng 10, 1975 (25 tuổi)  |         |            |
|    | HV | Min Thu              | 2 tháng 6, 1979 (21 tuổi)   |         |            |
|    | HV | Zaw Lin Tun          | 20 tháng 10, 1982 (18 tuổi) |         |            |
|    | HV | Thet Naing Soe       | 4 tháng 7, 1982 (18 tuổi)   |         |            |
|    | TV | Tint Naing Tun Thein | 22 tháng 5, 1983 (17 tuổi)  |         |            |
|    | TV | Lwin Oo              | 8 tháng 3, 1983 (17 tuổi)   |         |            |
|    | TĐ | Myo Hlaing Win       | 24 tháng 5, 1973 (27 tuổi)  |         |            |
|    | TĐ | Soe Myat Min         | 19 tháng 5, 1982 (18 tuổi)  |         |            |
|    | TĐ | Aung Kyaw Moe        | 2 tháng 7, 1982 (18 tuổi)   |         |            |
|    | TĐ | Zaw Htike            | 28 tháng 7, 1983 (17 tuổi)  |         |            |
|    | TĐ | Aung Kyaw Tun        | 5 tháng 8, 1986 (14 tuổi)   |         |            |
|    |    | Aye Min Tun          |                             |         |            |
|    |    | Kyaw Min             | 10 tháng 2, 1976 (24 tuổi)  |         |            |
|    |    | Min Twin             | 2 tháng 9, 1983 (17 tuổi)   |         |            |
|    |    | Min Zaw Oo           | 12 tháng 11, 1976 (23 tuổi) |         |            |
|    | TV | Than Toe Aung        | 19 tháng 1, 1968 (32 tuổi)  |         |            |
|    |    | Nay Thu Hlaing       | 1 tháng 12, 1982 (17 tuổi)  |         |            |
|    | HV | Than Wai             | 4 tháng 1, 1976 (24 tuổi)   |         |            |

### Philippines
Huấn luyện viên: Rodolfo Alicante
| Số | Vt | Cầu thủ                | Ngày sinh (tuổi)            | Số trận | Câu lạc bộ             |
| -- | -- | ---------------------- | --------------------------- | ------- | ---------------------- |
|    | TM | Edmundo Mercado        | 7 tháng 6, 1974 (26 tuổi)   |         | Philippines            |
|    | HV | Raymund Tonog          | 9 tháng 5, 1971 (29 tuổi)   |         | Philippines            |
|    | HV | Ziggy Tonog            | 16 tháng 7, 1976 (24 tuổi)  |         | Philippines            |
|    | HV | Marco Nieto            | 11 tháng 11, 1974 (25 tuổi) |         | Philippines            |
|    | HV | Dave Fegidero          | 15 tháng 5, 1978 (22 tuổi)  |         | Philippines            |
|    | HV | Wilson dela Cruz       | 18 tháng 5, 1979 (21 tuổi)  |         | Philippines            |
|    | HV | Alvin Ocampo           | 5 tháng 8, 1977 (23 tuổi)   |         | Philippines            |
|    | HV | Percian Temporosa      | 22 tháng 10, 1979 (21 tuổi) |         | Philippines            |
|    | TV | Troy Fegidero          | 27 tháng 10, 1975 (25 tuổi) |         | Philippines            |
|    | TV | Norman Fegidero        | 28 tháng 1, 1970 (30 tuổi)  |         | Philippines            |
|    | TV | Daniel Sledd           | 15 tháng 5, 1978 (22 tuổi)  |         | Philippines            |
|    | TV | Marlon Piñero          | 10 tháng 1, 1972 (28 tuổi)  |         | Philippines            |
|    | TV | Leigh Gunn             | 24 tháng 12, 1980 (19 tuổi) |         | Bonnyrigg White Eagles |
|    | TV | Jose Maria Cabalfin    | 17 tháng 11, 1977 (22 tuổi) |         | Philippines            |
|    | TĐ | Alfredo Razon Gonzalez | 1 tháng 10, 1978 (22 tuổi)  |         | Kaya                   |
|    | TĐ | Yanti Bersales         | 6 tháng 2, 1973 (27 tuổi)   |         | Philippines            |
|    | TĐ | Jimmy Doña             | 10 tháng 5, 1978 (22 tuổi)  |         | Philippines            |
|    | TĐ | Ali Go                 | 21 tháng 9, 1976 (24 tuổi)  |         | Philippines            |
|    |    | Pablo Lobregat         |                             |         | Philippines            |
|    |    | Victorino Troyo        |                             |         | Philippines            |

## Bảng B

### Việt Nam
Huấn luyện viên:  Alfred Riedl
| Số | Vt | Cầu thủ            | Ngày sinh (tuổi)            | Số trận | Câu lạc bộ                    |
| -- | -- | ------------------ | --------------------------- | ------- | ----------------------------- |
| 1  | TM | Võ Văn Hạnh        | 10 tháng 4, 1974 (26 tuổi)  |         | Sông Lam Nghệ An              |
| 2  | HV | Mai Tiến Dũng      | 1 tháng 7, 1974 (26 tuổi)   |         | Công An Hà Nội                |
| 5  | TV | Võ Hoàng Bửu       | 10 tháng 7, 1968 (32 tuổi)  |         | Cảng Sài Gòn                  |
| 6  | HV | Nguyễn Đức Thắng   | 28 tháng 5, 1976 (24 tuổi)  |         | Thể Công                      |
| 7  | HV | Đỗ Khải            | 1 tháng 4, 1974 (26 tuổi)   |         | Hải Quan                      |
| 8  | TV | Nguyễn Hồng Sơn    | 9 tháng 10, 1970 (30 tuổi)  |         | Thể Công                      |
| 9  | TĐ | Vũ Công Tuyền      | 17 tháng 5, 1969 (31 tuổi)  |         | Thể Công                      |
| 10 | TĐ | Lê Huỳnh Đức (c)   | 20 tháng 4, 1972 (28 tuổi)  |         | Công An Thành Phố Hồ Chí Minh |
| 11 | TV | Nguyễn Văn Sỹ      | 21 tháng 11, 1971 (28 tuổi) |         | Nam Định                      |
| 12 | HV | Phạm Như Thuần     | 22 tháng 10, 1975 (25 tuổi) |         | Thanh Hóa                     |
| 14 | TĐ | Văn Sỹ Thủy        | 18 tháng 10, 1974 (26 tuổi) |         | Sông Lam Nghệ An              |
| 15 | HV | Nguyễn Quốc Trung  | 10 tháng 4, 1979 (21 tuổi)  |         | Thể Công                      |
| 16 | TM | Trần Minh Quang    | 19 tháng 4, 1973 (27 tuổi)  |         | Bình Định                     |
| 17 | TV | Triệu Quang Hà     | 3 tháng 9, 1975 (25 tuổi)   |         | Thể Công                      |
| 18 | TV | Vũ Minh Hiếu       | 11 tháng 6, 1972 (28 tuổi)  |         | Công An Hà Nội                |
| 19 | TV | Bùi Trần Quang Huy | 28 tháng 8, 1971 (29 tuổi)  |         |                               |
| 20 | HV | Trần Công Minh     | 1 tháng 9, 1970 (30 tuổi)   |         | Đồng Tháp                     |
| 21 | TĐ | Ngô Quang Trường   | 21 tháng 1, 1972 (28 tuổi)  |         | Sông Lam Nghệ An              |
| 22 | TM | Nguyễn Vũ Dũng     | 14 tháng 1, 1979 (21 tuổi)  |         |                               |
| 23 | HV | Phạm Hùng Dũng     | 28 tháng 9, 1978 (22 tuổi)  |         | Đà Nẵng                       |

### Malaysia
Huấn luyện viên: Abdul Rahman Ibrahim
| Số | Vt | Cầu thủ                       | Ngày sinh (tuổi)            | Số trận | Câu lạc bộ         |
| -- | -- | ----------------------------- | --------------------------- | ------- | ------------------ |
| 1  | TM | Kamarulzaman Hassan           | 17 tháng 1, 1979 (21 tuổi)  |         | Penang FA          |
| 21 | TM | Azmin Azram Abdul Aziz        | 1 tháng 4, 1976 (24 tuổi)   |         | Selangor FA        |
| 24 | TM | Mohd Hamsani Ahmad            | 25 tháng 2, 1976 (24 tuổi)  |         | Negeri Sembilan FA |
| 3  | HV | Ahmad Shaharuddin Ahmad Rosdi |                             |         | Pahang FA          |
| 4  | HV | B. Rajanikandh                | 2 tháng 10, 1974 (26 tuổi)  |         | Selangor FA        |
| 5  | HV | Mohammad Ali Tahar            |                             |         | Pahang FA          |
| 18 | HV | Rosdi Talib                   | 11 tháng 1, 1976 (24 tuổi)  |         | Terengganu FA      |
| 22 | HV | Leong Hong Seng               | 3 tháng 2, 1975 (25 tuổi)   |         | Negeri Sembilan FA |
| 23 | HV | Abdul Ghani Malik             | 25 tháng 5, 1972 (28 tuổi)  |         | Terengganu FA      |
| 25 | HV | Bahtiar Othman                | 10 tháng 9, 1975 (25 tuổi)  |         | Johor FA           |
| 28 | TV | Suthesh Nair                  | 27 tháng 4, 1974 (26 tuổi)  |         | Johor FA           |
| 7  | TV | Ahmad Shahrul Azhar Sofian    | 24 tháng 10, 1974 (26 tuổi) |         | Perak FA           |
| 8  | TV | Bobby Pian                    |                             |         | Sarawak FA         |
| 11 | TV | R. Suresh Kumar               |                             |         | Penang FA          |
| 12 | TV | Muhammad Shukor Adan          | 24 tháng 9, 1979 (21 tuổi)  |         | Negeri Sembilan FA |
| 13 | TV | Mohammad Anuar Jusoh          |                             |         | Kuala Muda Naza FC |
| 15 | TV | Khairil Zainal                | 12 tháng 2, 1974 (26 tuổi)  |         | Penang FA          |
| 16 | TV | Jaafar Salleh                 | 29 tháng 2, 1980 (20 tuổi)  |         | Selangor FA        |
| 26 | TV | Yakob Aris                    |                             |         | ATM FA             |
| 27 | TV | Ramos Sari                    |                             |         | Sarawak FA         |
| 9  | TĐ | Rusdi Suparman                | 27 tháng 1, 1973 (27 tuổi)  |         | Selangor FA        |
| 10 | TĐ | Mohd Nizaruddin Yusof         | 10 tháng 11, 1979 (20 tuổi) |         | Selangor FA        |
| 19 | TĐ | Azman Adnan                   | 1 tháng 11, 1971 (29 tuổi)  |         | Selangor FA        |
| 20 | TĐ | Hairuddin Omar                | 29 tháng 9, 1979 (21 tuổi)  |         | Terengganu FA      |

### Singapore
Huấn luyện viên: Vincent Subramaniam
| Số | Vt | Cầu thủ                  | Ngày sinh (tuổi) | Số trận | Câu lạc bộ |
| -- | -- | ------------------------ | ---------------- | ------- | ---------- |
| 1  | TM | Rezal Hassan             |                  |         |            |
| 2  | HV | Robin Chitrakar          |                  |         |            |
| 3  | TV | Rafi Ali                 |                  |         |            |
| 5  | HV | Aide Iskandar            |                  |         |            |
| 6  | HV | S. Subramani             |                  |         |            |
| 7  | TĐ | Steven Tan               |                  |         |            |
| 8  | HV | Tan Kim Leng             |                  |         |            |
| 9  | TĐ | Ahmad Latiff Khamaruddin |                  |         |            |
| 10 | TĐ | Indra Sahdan Daud        |                  |         |            |
| 11 | TV | Basri Halis              |                  |         |            |
| 12 | HV | Zulkarnaen Zainal        |                  |         |            |
| 13 | HV | R. Sasikumar             |                  |         |            |
| 14 | TV | Gusta Guzarishah         |                  |         |            |
| 15 | TV | Nazri Nasir              |                  |         |            |
| 18 | TV | Sharifuddin Mahmood      |                  |         |            |
| 19 | TĐ | Mohd Noor Ali            |                  |         |            |
| 21 | TV | Hasri Jailani            |                  |         |            |
| 22 | TM | Yazid Yasin              |                  |         |            |

### Campuchia
Huấn luyện viên:  Joachim Fickert
| Số | Vt | Cầu thủ          | Ngày sinh (tuổi)            | Số trận | Câu lạc bộ |
| -- | -- | ---------------- | --------------------------- | ------- | ---------- |
|    | TM | Soun Dara        | 5 tháng 10, 1974 (26 tuổi)  |         |            |
|    | TM | Ka Vandy         | 5 tháng 8, 1981 (19 tuổi)   |         |            |
|    | HV | Chea Sameth      | 11 tháng 4, 1972 (28 tuổi)  |         |            |
|    | HV | Choun Maline     | 15 tháng 7, 1970 (30 tuổi)  |         |            |
|    | HV | Peas Sothy       | 15 tháng 12, 1979 (20 tuổi) |         |            |
|    | HV | Pros Him         | 1 tháng 8, 1976 (24 tuổi)   |         |            |
|    | HV | Soeur Chanveasna | 10 tháng 11, 1978 (21 tuổi) |         |            |
|    | TV | Rith Dika        | 16 tháng 4, 1982 (18 tuổi)  |         |            |
|    | TV | Ung Kanyanith    | 12 tháng 12, 1982 (17 tuổi) |         |            |
|    | TV | Pok Chantan      | 1 tháng 12, 1982 (17 tuổi)  |         |            |
|    | TV | Ieng Saknida     | 17 tháng 3, 1980 (20 tuổi)  |         |            |
|    | TV | Samel Nasa       | 25 tháng 4, 1984 (16 tuổi)  |         |            |
|    | TV | Meas Channa      | 20 tháng 7, 1983 (17 tuổi)  |         |            |
|    | TV | Kao Nisai        | 15 tháng 4, 1980 (20 tuổi)  |         |            |
|    | TĐ | Hok Sochetra     | 27 tháng 7, 1974 (26 tuổi)  |         |            |
|    | TĐ | Chea Makara      | 20 tháng 4, 1983 (17 tuổi)  |         |            |
|    | TĐ | Chan Arunreath   | 1 tháng 7, 1973 (27 tuổi)   |         |            |
|    |    | Neang Tithmesa   |                             |         |            |

### Lào
Huấn luyện viên: Outhensackda Vatthana
| Số | Vt | Cầu thủ                 | Ngày sinh (tuổi)            | Số trận | Câu lạc bộ |
| -- | -- | ----------------------- | --------------------------- | ------- | ---------- |
|    | TM | Vannasith Thilavongsa   | 21 tháng 5, 1983 (17 tuổi)  |         |            |
|    | TM | Soulivanh Xenvilay      | 14 tháng 3, 1963 (37 tuổi)  |         |            |
|    | HV | Khamsay Chanthavong     | 28 tháng 3, 1972 (28 tuổi)  |         |            |
|    | HV | Phonepadith Xayavong    | 1 tháng 3, 1972 (28 tuổi)   |         |            |
|    | HV | Vilayphone Xayavong     | 4 tháng 9, 1973 (27 tuổi)   |         |            |
|    | HV | Chalana Luang-Amath     | 10 tháng 5, 1972 (28 tuổi)  |         |            |
|    | HV | Ananh Thepsouvanh       | 21 tháng 10, 1981 (19 tuổi) |         |            |
|    | HV | Bandith Sithanyalath    | 2 tháng 6, 1983 (17 tuổi)   |         |            |
|    | HV | Khemphet Sengphanith    | 9 tháng 10, 1980 (20 tuổi)  |         |            |
|    | TV | Sonesavanh Insisengway  | 28 tháng 6, 1969 (31 tuổi)  |         |            |
|    | TV | Saysana Savatdy         | 25 tháng 3, 1963 (37 tuổi)  |         |            |
|    | TV | Bounvong Vannabouathong | 30 tháng 11, 1981 (18 tuổi) |         |            |
|    | TV | Khonesavanh Homsombath  | 23 tháng 10, 1972 (28 tuổi) |         |            |
|    | TĐ | Nitinay Nanthapaseuth   | 24 tháng 9, 1972 (28 tuổi)  |         |            |
|    | TĐ | Bounlap Khenkitisack    | 19 tháng 6, 1966 (34 tuổi)  |         |            |
|    | TĐ | Keolakhone Channiphone  | 10 tháng 1, 1970 (30 tuổi)  |         |            |
|    | TĐ | Kholadeth Phonephachan  | 20 tháng 10, 1980 (20 tuổi) |         |            |
|    |    | Phetsalath Sonephet     |                             |         |            |